# Beesel

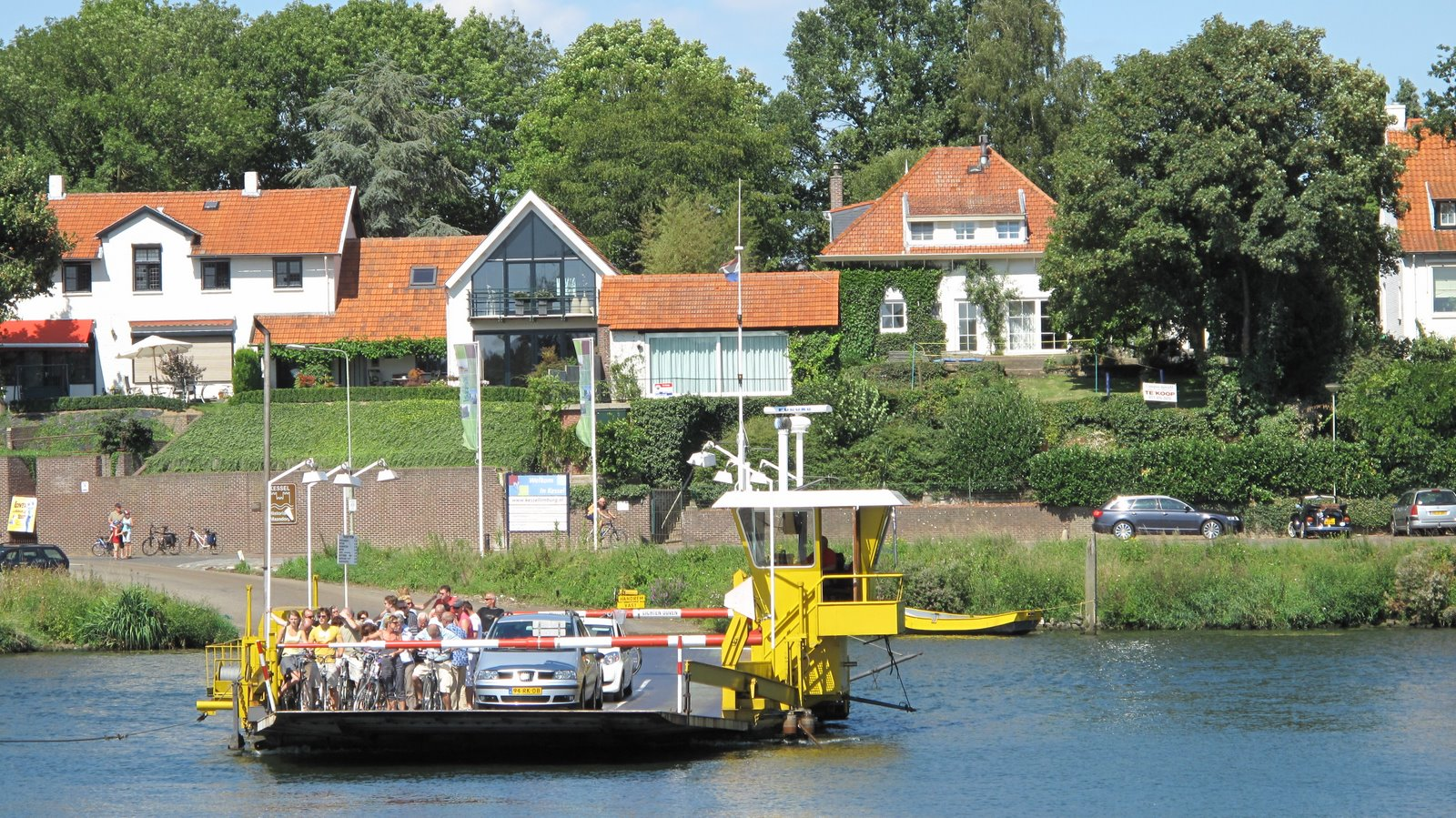
Vägfärja i Beesel.

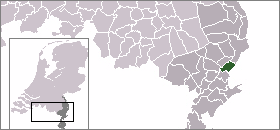
Beesels läge.

Beesel är en kommun i provinsen Limburg i Nederländerna. Kommunens totala area är 29,21 km² (där 0,89 km² är vatten) och invånarantalet är på 13 416 invånare (2005).